# (11429) Demodokus
(11429) Demodokus (4655 P-L) – planetoida z grupy trojańczyków okrążająca Słońce w ciągu 12 lat i 80 dni w średniej odległości 5,3 j.a. Została odkryta 24 września 1960 roku.